# Dartford Heath
Dartford Heath är en park i Storbritannien.   Den ligger i grevskapet Kent och riksdelen England, i den sydöstra delen av landet, 23 km öster om huvudstaden London. Dartford Heath ligger 37 meter över havet.
Terrängen runt Dartford Heath är platt. Runt Dartford Heath är det tätbefolkat, med 297 invånare per kvadratkilometer. Närmaste större samhälle är Bexley, 2,9 km väster om Dartford Heath. Trakten runt Dartford Heath består till största delen av jordbruksmark.